# Przykłady praworządności tureckiej
Przykłady praworządności tureckiej (bułg. Примери от турско правосъдие) - publicystyczny utwór Christo Botewa, publikowany we fragmentach na łamach pięciu kolejnych numerów pisma Duma na byłgarskite emigranti, ukazującym się w Braile w 1871 r. Ze względu na fakt, iż pismo przestało się ukazywać, utwór uważany jest za niedokończony. Jest on jednym z niewielu prozatorskich utworów Botewa, zaliczanym do prozy artystycznej i mającym wymowę satyryczną.

## Treść
Utwór w podtytule informuje, iż są to Zapiski z podróży (bułg. Из пътни записки). Autor opisuje sytuacje, z którymi miał się zetknąć podczas podróży po Bułgarii, w okolicach Wracy, Kałoferu i Płowdiwu. Przedstawia w tekście przykłady bezprawia i samowoli tureckich urzędników państwowych, gnębiących podatkami i opłatami spokojną ludność oraz bułgarskich bogaczy, pozostających w dobrych układach z turecką administracją, lecz wrogo nastawionych względem biedoty.
Utwór został przełożony na język polski przez Halinę Kalitę i opublikowany w tomie Antologia noweli bułgarskiej XIX i XX w., Warszawa 1955. Drugi przekład (pod zmienionym tytułem Przykłady sprawiedliwości tureckiej) zamieszczony został w tomie Wybór pism Botewa, w opracowaniu Henryka Batowskiego, Wrocław-Kraków 1960.